# أولغا ماينارد
أولغا ماينارد (بالبرتغالية: Olga Maynard‏) هي كاتِبة برازيلية، ولدت في 16 يناير 1913، وتوفيت في 26 ديسمبر 1994.